# بيتر ديفيز (عالم)
بيتر ديفيز (بالإنجليزية: Peter Davies)‏ هو عالم بريطاني، ولد في 1948 في ويلز في المملكة المتحدة.